# Sinorhizobium meliloti
- I — méristème
- II — zone infectée
- II–III — zone intermédiaire entre l'infection et la zone de fixation de l'azote
- III — zone de fixation de l'azote
- IV — zone de sénescence

Espèce
Sinorhizobium meliloti est une espèce de bactéries Gram négatives qui peut former une relation symbiotique en fixant l'azote atmosphérique, avec certaines plantes de la famille des Fabacées (Medicago, Melilotus et Trigonella) au travers de nodosités.
Elle renferme trois chromosomes circulaire, avec une seule copie par chromosome(n). La taille du génome est de 6,7Mb (millions de paires de bases). 